# Elizabeth Wathuti
Elizabeth Wanjiru Wathuti (Kiadu, Condado de Nyeri, 1 de agosto de 1995) es una activista medioambiental y climática keniana, fundadora de la iniciativa Generación Verde, que promueve el amor por la naturaleza y la conciencia medioambiental entre los más jóvenes. Ha  plantado 30.000 plántulas de árboles en Kenia.
En 2019 fue galardonada con el Africa Green Person of the Year Award por la Fundación Eleven Eleven Twelve y  nominada en los premios Africa Youth Awards como una de las 100 jóvenes africanas más influyentes.

## Formación
Wathuti se graduó en la Universidad Kenyatta con una licenciatura en Estudios Ambientales y Desarrollo Comunitario.

## Infancia y activismo medioambiental
Wathuti creció en el condado de Nyeri, conocido por tener la mayor cobertura forestal de Kenia. Plantó su primer árbol a la edad de siete años y creó un club medioambiental en su instituto con la ayuda de su maestra de geografía, quien se ofreció a ejercer de patrocinadora. Formó parte del liderazgo del Club Ambiental de la Universidad Kenyatta (KUNEC) donde pudo realizar numerosas actividades, como plantar árboles, limpiar y formarse en medio ambiente. Todo ello al tiempo que tomaba conciencia sobre los desafíos globales como el cambio climático.
En 2016 fundó Green Generation Initiative, con el objetivo de fomentar entre los más jóvenes el entusiasmo por el medio ambiente y la educación climática práctica, construir resiliencia ecológica y escuelas medioambientales. Su video El bosque es una parte de mí  fue presentado en el Global Lascapes Forum (GLF) como parte de una serie sobre el compromiso de la juventud.  
Wathuti obtuvo una beca Wangari Maathai por su pasión y destacado empeño con la conservación del medio ambiente. Es miembro de pleno derecho del Green Belt Movement, fundado por Wangari Maathai, quien es para Wathuti un modelo a seguir, además de una gran inspiración e influencia.
En 2019, en el Día Internacional de la Juventud, el duque y la duquesa de Sussex reconocieron en su cuenta de Instagram el trabajo hecho por Wathuti en la conservación de la naturaleza. También apareció en la web de Queen's Commonwealth Trust. Ese mismo año, Greenpeace la presentó junto a Vanessa Nakate y Oladuso Adenike como una de las tres jóvenes activistas climáticas negras de África que intentan salvar el mundo.

## Premios y reconocimientos
- Cuarto premio en las becas Wangari Maathai (2016).[10]
- Premio al campeón juvenil del clima, Fondo Verde del Clima (2019).[15]
- Premio Persona Verde Africana del año, otorgado por la Fundación Eleven Eleven Twelve (2019).[16]
- Los 100 jóvenes africanos más influyentes de los premios Africa Youth Awards.[17]
- Premio Internacional Diana (2019).[18]
- Finalista regional de Jóvenes Campeones de la Tierra de la ONU para África (2019).[18]
- Día Internacional de la Juventud 2019, Reconocimiento por parte de los duques de Sussex.[19]
- Asociación de Blogueros de Kenia - Premios BAKE (2018) al mejor blog medioambiental.[20]